# Bajo el alma
Bajo el alma é uma telenovela mexicana produzida por Fabián Corres e exibida pela Azteca entre 30 de maio e 27 de outubro de 2011. 
Foi protagonizada por Matías Novoa e Bárbara de Regil e antagonizada por Ari Telch, Lía Ferré, Juan Manuel Bernal e Roberto Sosa. 

## Elenco
- Matías Novoa - Diego Cavazos/Diego Quiroz
- Bárbara de Regil - Giovanna Negrete
- Ari Telch - Mario Quiroz
- Juan Manuel Bernal - Armando Bravo
- Roberto Sosa - Mario
- Lía Ferré - Natividad
- Claudia Lobo - Sofía de Quiroz
- Alma Delfina - Concepción de Negrete
- Carlos Aragón - Pedro Negrete
- Javier Díaz Dueñas - Ignacio
- Paulette Hernández - Carlota Quiroz
- Pía Watson - Roberta Quiroz
- Ricardo Esquerra - Jesús Negrete
- María Rebeca - Monserrat
- Sergio Bonilla - Emiliano
- Jorge Eduardo - Jorge Negrete
- Amanda Araiz - Gabriela Negrete
- Emilio Guerrero - Amado
- Ramiro Torres - Gachito
- Marilú Bado - Leticia
- Gabriela Barajas - Dayami
- Bernardo Benítez - Chalino
- Diana Leín - Rafaela
- Alberto Zeni - Raúl
- Joaquín Cazals - Iván
- Amorita Rasgado - Lorena
- Germán Girotti - Darío
- Luis Romano - Barman
- Denise Marion - Denisse
- Marcelo Buquet - Claudio
- Socorro Miranda - Emilia
- María Alejandra Molina - Caridad
- María Gelia - Doña Remedios
- Flor Payán - Vanessa
- Ricardo Palacio - Perkins
- Ivonne Zurita - Erika
- Flor Edwarda Gurrola - Luisa
- JuanMa Muñoz - El Argentino